# Акулінушкін Павло Дмитрович
Павло Дмитрович Акулінушкін (січень 1899, село Середня Ахтуба Царевського повіту Астраханської губернії, тепер Волгоградської області — розстріляний 30 жовтня 1937, Москва) — радянський державний діяч, 1-й секретар Красноярського крайкому ВКП(б). Член Комісії партійного контролю при ЦК ВКП (б) у 1934—1937 роках.

## Життєпис
Народився в родині бондаря. З 1907 по 1908 рік був учнем бондаря в господарстві батька. З червня 1908 по серпень 1909 року наймитував у заможних селян Чутиліна та Артанова в Середній Ахтубі. З вересня 1909 по травень 1910 року — учень бондаря в господарстві батька. У 1910 році закінчив сільську школу в Середній Ахтубі.
У червні 1910 — червні 1911 року — десятник волосного правління в Середній Ахтубі. З червня по серпень 1911 року — учень-прикажчик у купця Демидова. У серпні 1911 — червні 1912 року — бондар в господарстві батька. З червня 1912 по лютий 1913 року наймитував у заможних селян Баранова та Артанова в Середній Ахтубі. У лютому 1913 — грудні 1914 року — бондар на рибних промислах Пирогова і Кузнєцова в Середній Ахтубі. У січні 1915 — березні 1918 року — бондар на рибних промислах Дадашева, Горюнова і Пирогова в Середній Ахтубі.
Член РСДРП(б) з червня 1917 року.
У березні — жовтні 1918 року — член комітету бідноти і комісар районної надзвичайної комісії (ЧК) у Середній Ахтубі. У 1918 році вступив до комсомолу.
У листопаді 1918 — березні 1919 року — агент і комісар-контролер Військового тракту на лінії Владимировка—Царицин.
У березні — травні 1919 року — курсант Центральної школи радпартробітників у Москві.
У травні — жовтні 1919 року — політичний працівник Пензенського губернського військового комісаріату; начальник Керенського повітового відділу робітничо-селянської міліції Пензенської губернії.
У жовтні 1919 — лютому 1921 року — інструктор-організатор з роботи на селі Пензенського губернського комітету РКП(б).
У лютому 1921 — червні 1923 року — відповідальний секретар Інсарського повітового комітету РКП(б) Пензенської губернії.
У червні 1923 — травні 1924 року — відповідальний секретар Спаського повітового комітету РКП(б) Пензенської губернії.
У травні 1924 — червні 1928 року — інструктор, завідувач організаційного відділу Пензенського губернського комітету РКП(б).
У липні 1928 — червні 1930 року — відповідальний секретар Оренбурзького окружного комітету ВКП(б).
У червні 1930 — листопаді 1931 року — голова Середньо-Волзької крайової ради профспілок.
У листопаді 1931 — травні 1932 року — заступник народного комісара землеробства СРСР.
У травні 1932 — січні 1933 року — заступник завідувача відділу адміністративно-господарських та профспілкових кадрів ЦК ВКП(б).
У січні 1933 — березні 1934 року — заступник завідувача сільськогосподарського відділу ЦК ВКП(б).
У лютому — грудні 1934 року — уповноважений Комісії партійного контролю при ЦК ВКП(б) по Одеській області.
У грудні 1934 — 27 червня 1935 року — 1-й секретар Організаційного бюро ЦК ВКП(б) по Красноярському краю. 29 червня 1935 — 21 липня 1937 року — 1-й секретар Красноярського крайового комітету ВКП(б).
9 серпня 1937 року заарештований органами НКВС СРСР. 10 серпня 1937 року виключений з партії. 29 жовтня 1937 року засуджений до розстрілу, страчений наступного дня. Похований на Донському цвинтарі Москви.
Посмертно реабілітований 1 грудня 1956 року. Відновлений в членах КПРС рішенням КПК при ЦК КПРС 22 травня 1957 року.